# R̃
Cette page contient des caractères spéciaux ou non latins. S’ils s’affichent mal (▯, ?, etc.), consultez la page d’aide Unicode.
R̃ (minuscule : r̃), appelé R tilde, est un graphème utilisé dans l’écriture du lituanien, du haoussa, du ngizim, du tangoa et du purépecha en 1939. Il s'agit de la lettre R diacritée d'un tilde.

## Utilisation
En lituanien, le R tilde ‹ R̃, r̃ › est rarement utilisé et se retrouve dans certains textes de grammaire, des dictionnaires ou des manuels. Le tilde est utilisé comme le circonflexe grec, il permet d’indiquer l’accent tonique long. Le R tilde indique donc un /r/ qui fait partie d’une diphtongue avec l’accent tonique.

## Représentations informatiques
Le R tilde peut être représenté avec les caractères Unicode suivants :
- décomposé (latin de base, diacritiques) :

| formes    | représentations | chaînes de caractères | points de code | descriptions                                |
| --------- | --------------- | --------------------- | -------------- | ------------------------------------------- |
| capitale  | R̃               | R◌̃                    | U+0052 U+0303  | lettre majuscule latine r diacritique tilde |
| minuscule | r̃               | r◌̃                    | U+0072 U+0303  | lettre minuscule latine r diacritique tilde |